# Dezyderia Clary
Dezyderia Clary (szw. Desideria; ur. 8 listopada 1777 w Marsylii jako Bernardine Eugénie Désirée Clary, zm. 17 grudnia 1860 w Sztokholmie) – królowa Szwecji i Norwegii w latach 1818–1844 jako żona Karola XIV Jana, pierwszego przedstawiciela dynastii Bernadotte na szwedzkim tronie. Była matką króla Szwecji, Oskara I, a także – przez pewien czas – narzeczoną Napoleona Bonapartego. W Szwecji nazywana była Desiderią, czego nienawidziła.

## Życiorys
Urodziła się 8 listopada 1777 roku w Marsylii jako córka zamożnego marsylskiego hurtownika jedwabiu François Clary (1725–1794) oraz jego drugiej żony, Françoise Rose Somis (1737-1815). Otrzymała imiona Bernardyna Eugenia Dezyderia (fr. Bernardine Eugénie Désirée). Miała ośmioro rodzeństwa, a przy tym zarówno ona, jak i jej siostry, otrzymała olbrzymi jak na owe czasy posag w wysokości 100 000 franków.
Eugenia – wówczas posługiwała się jeszcze tym imieniem – początkowo uczyła się w jednym z klasztorów. Później, w wyniku wybuchu rewolucji francuskiej, w czasie której zamknięto wiele kościołów i klasztorów, powróciła do domu i tam pobierała dalsze nauki.
W wieku siedemnastu lat zaręczyła się z generałem Napoleonem Bonapartem. Zaraz po śmierci ojca, która miała miejsce w 1794 roku, jej starsza siostra – Julia – chcąc chronić majątek rodzinny i życie brata, wyszła za mąż za wpływowego urzędnika rewolucyjnej prefektury w rodzinnym mieście, Józefa Bonapartego, brata Napoleona. W wyniku tego małżeństwa Dezyderia wraz z matką opuściły Francję i przeniosły się – wraz z nowożeńcami – do Włoch. W tym czasie zaręczyny kobiety z Napoleonem okazały się nietrwałe i Bonaparte poślubił w 1796 roku wpływową bywalczynię paryskich salonów politycznych, arystokratkę Józefinę de Beauharnais. Do końca życia zachował jednak sympatię do swojej byłej narzeczonej.
W 1796 roku Clary poznała we Włoszech generała Leonarda Duphota, komendanta wojsk francuskich. Zaręczyła się z nim, ale do zawarcia małżeństwa nie doszło – Duphot zginął w czasie zamieszek 30 grudnia 1797, dzień przed planowaną datą ślubu.
W tymże 1797 roku kobieta przeniosła się do Paryża i poznała tam generała Jana-Baptystę Bernadotte’a, którego poślubiła 17 sierpnia 1798 roku podczas świeckiej ceremonii w Sceaux. Niecały rok po ślubie, 4 lipca 1799 roku, urodziła swoje jedyne dziecko – Oskara.

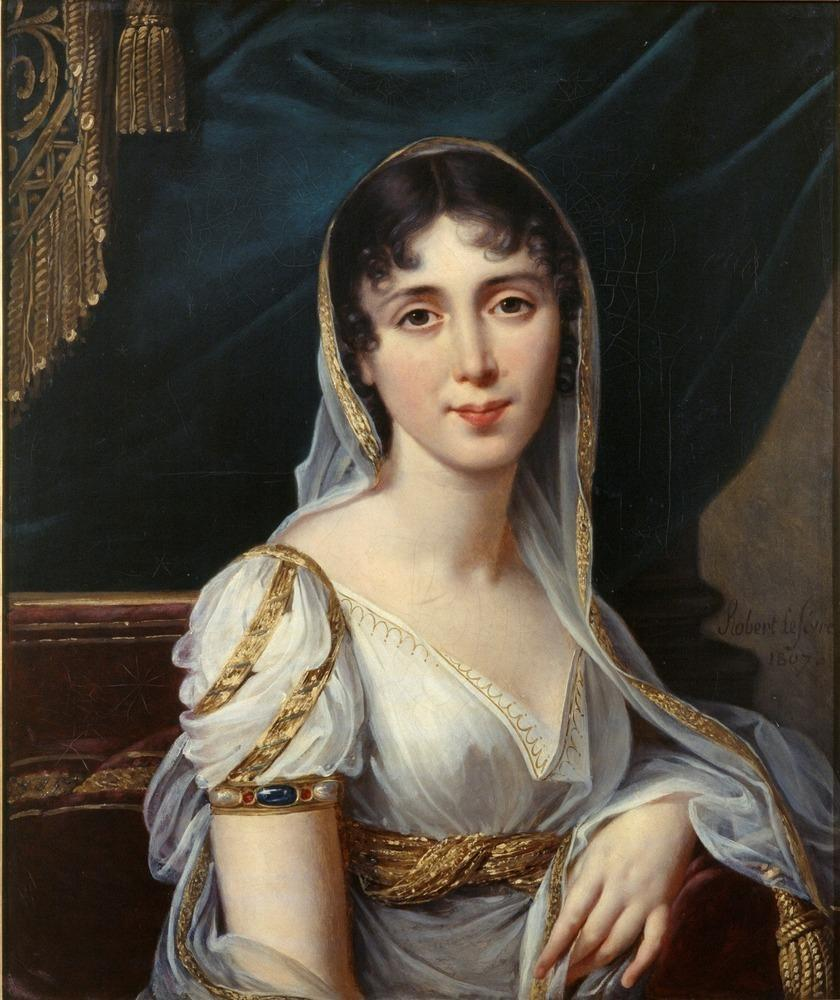
Dezyderia Clary (1807)

W 1804 roku mąż Dezyderii został marszałkiem Francji. W tym czasie przygotowywano się do koronacji Napoleona na cesarza Francuzów. Z tej okazji mąż Dezyderii obdarował ją rubinową biżuterią. Oprócz tego – ze względu na swoją pozycję we Francji –Bernadotte otrzymał szczególną rolę: niósł łańcuch, który w trakcie ceremonii Napoleon nałożył sobie na szyję. Od tamtej pory przez niemal dekadę kobieta zapobiegała konfliktom pomiędzy byłym narzeczonym a mężem.
W 1810 roku Bernadotte został wybrany następcą tronu Szwecji i adoptowany przez bezdzietnego króla Karola XIII. Dezyderia nie chciała opuścić ukochanej Francji i opóźniała swój wyjazd do nowej ojczyzny. Ostatecznie 22 grudnia 1810 roku przyjechała z jedynym synem do Sztokholmu. Nie odnalazła się jednak na szwedzkim dworze – nie odpowiadał jej zimny klimat, przeszkadzała jej także nieznajomość języka francuskiego w wyższych sferach. W przeciwieństwie do męża – nie przeszła na panujący w Szwecji luteranizm i do końca życia pozostała katoliczką, chociaż nie była za bardzo religijna. Zaledwie pół roku po przyjeździe do Sztokholmu Dezyderia zdecydowała się powrócić do Paryża, zostawiając Oskara u ojca. W następnych latach utrzymywała kontakt z mężem jedynie poprzez częstą korespondencję. Przed 1823 rokiem widziała się z mężem tylko raz, w 1814 roku, gdy zwycięscy alianci wkroczyli do Paryża po upadku Napoleona. Na koronacje męża obiema koronami (1818) nie pojechała. Do Szwecji przeniosła się dopiero w 1823 roku z okazji ślubu syna z Józefiną, córką Eugeniusza de Beauharnais. Zmuszona była do tego m.in. złą sytuacją finansową (niezwykle oszczędny Bernadotte nie chciał przekazywać jej apanaży do Paryża, zaś rząd szwedzki nalegał, by osiedliła się w kraju). 21 sierpnia 1829 roku została koronowana na królową Szwecji w kościele św. Mikołaja w Sztokholmie (szw. Storkyrkan). Ze względu na to, że nie zmieniła swojego wyznania, nigdy nie została koronowana na królową Norwegii.

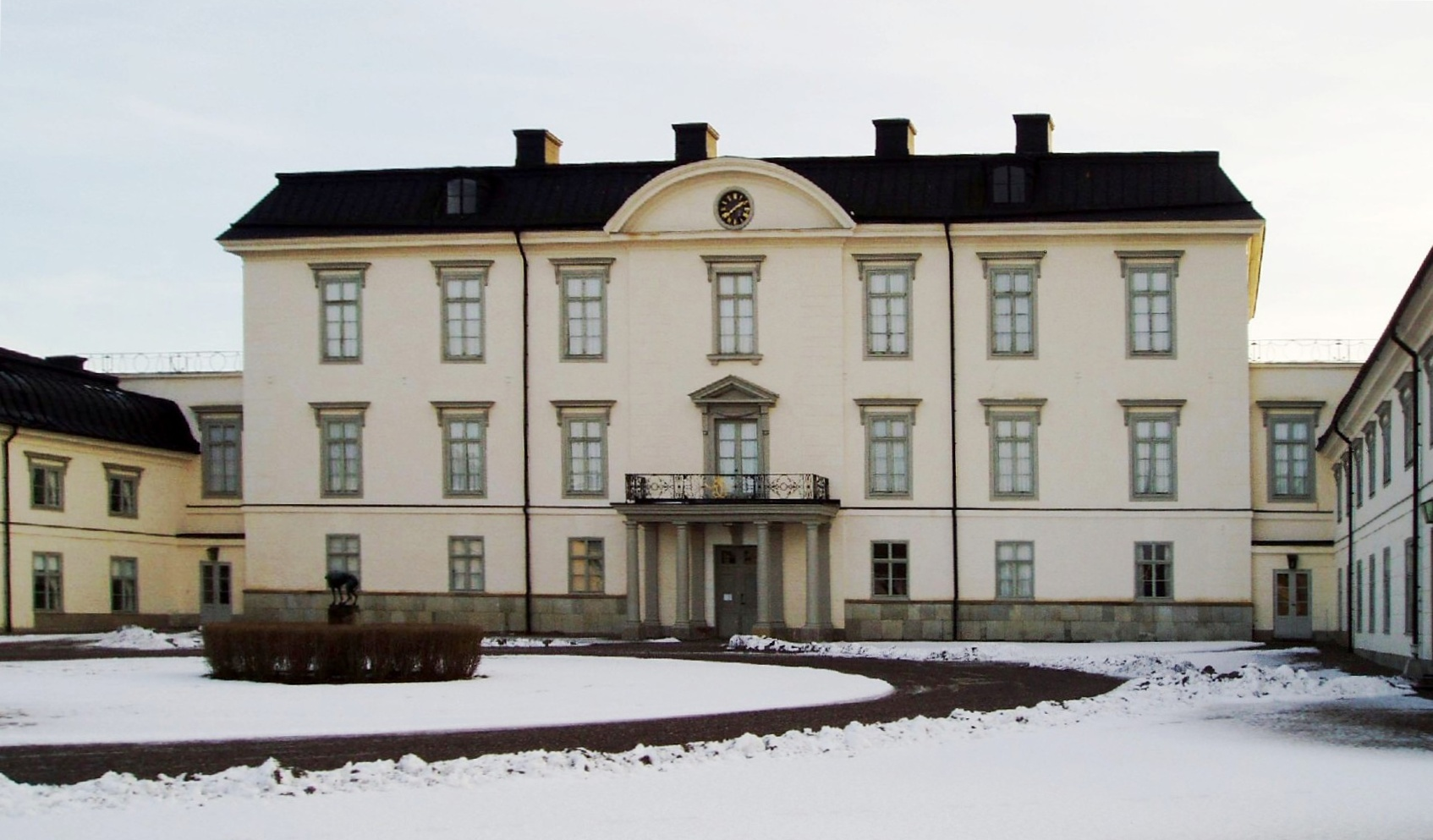
Pałac Rosersberg

W Szwecji Dezyderia spędziła resztę życia, ale czuła się źle: nie odpowiadał jej chłodny klimat i bardzo sztywna, odziedziczona przez Bernadotte’a po poprzednikach z rodu Holstein-Gottorp, etykieta dworska, a więc prowadziła dość samotnicze życie, śpiąc w dzień i krążąc po swym pałacu w nocy. Jej niezwykły tryb życia opisuje anegdota, wedle której pewnej nocy zobaczył ją jeden ze strażników pałacowych, kiedy stała na zamkowym balkonie. Gdy wrócił on do swojej żony, miał powiedzieć jej, że jest leniwa – w porównaniu z królową Dezyderią, która wstała kilka godzin przed wschodem słońca. Tak naprawdę Dezyderia wówczas nie położyła się jeszcze spać.
Dezyderia nie mieszkała z mężem w Pałacu Królewskim, lecz osobno w pałacu Rosersberg pod miastem Sigtuna, 34 km od Sztokholmu. Obowiązki pierwszej damy królestwa przekazała od początku synowej. Otaczała się głównie Francuzami, ochmistrzynią jej dworu była hrabina Tascher de la Pagerie z rodziny cesarzowej Józefiny. Nie pozostawała przez cały czas w Rosersbergu, ale odbywała częste podróże po Szwecji i Norwegii. Szczególnie wzruszona była wiwatami w Malmö, gdzie prosta ludność wołała na ulicy, jak się Dezyderii wydawało, Vive la reine, o czym napisała do siostry w liście z 11 września 1827, wyrażając zdziwienie, że mówią tu na ulicy po francusku, którego nie znają na salonach. W rzeczywistości sprawa miała się tak, że panowała akurat susza i ludność, poinstruowana przez władze, by wyznać królowej swoje troski, wołała vi vill ha regn (chcemy deszczu), co w dialekcie skańskim brzmi łudząco jak vive la reine.

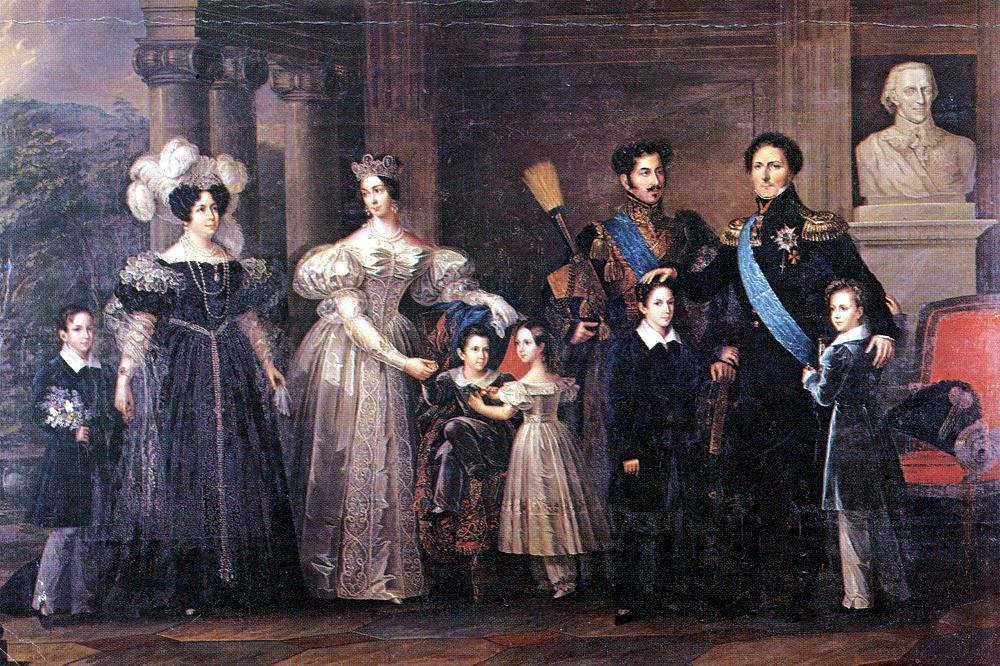
Rodzina królewska (1837)

Dezyderia przeżyła męża oraz syna i zmarła w 83. roku życia, dręczona ciężkim artretyzmem. Siedem lat przed śmiercią, w czerwcu 1853, chciała odbyć w towarzystwie młodszego wnuka Oskara ostatnią podróż do ukochanej Francji korwetą parową z Karlskrony, ale zawróciła do Sztokholmu. Bojąc się morza, zapytała jednego z marynarzy po francusku (nigdy, tak jak i Bernadotte, nie nauczyła się szwedzkiego), czy spodziewany jest dziś sztorm. Szwed, który znał tylko dwa słowa po francusku, odpowiedział Oui, Madame, co Dezyderii wystarczyło, by zawrócić.
17 grudnia 1860 królowa pojechała do Sztokholmu na przedstawienie sztuki Calderóna „Życie jest snem”, o nazwie nieomal symbolicznej dla jej własnego losu. Wracając do zamku królewskiego, zasłabła i zmarła na schodach pałacowych. Pochowana została według rytuału rzymskokatolickiego, jako jedyna – oprócz swej synowej Józefiny – ze wszystkich monarchów i monarchiń szwedzkich spoczywających w sztokholmskim Riddarholmskyrkan. Są tam pogrzebani prawie wszyscy królowie Szwecji do Gustawa V. Większość swego majątku przeznaczyła na renty dla swej służby. W Rosersbergu nikt więcej po jej śmierci nie zamieszkał, była tam przez wiele lat szkoła oficerska artylerii, zaś obecnie pałacem dysponuje zarząd szwedzkich Służb Ratowniczych (Räddningsverket).

## Filmografia
- Le destin fabuleux de Désirée Clary[9], film z r. 1942, Francja, reż. Sacha Guitry, w roli Napoleona Jean-Louis Barrault
- Désirée, film z r. 1954 (USA, reż. Henry Koster) z Marlonem Brando, Jean Simmons i Merle Oberon w rolach głównych